# The Matchmaker
The Matchmaker (Brasil: A Mercadora de Felicidade ) é um filme estadunidense de 1958, do gênero comédia, dirigido por Joseph Anthony e estrelado por Shirley Booth e Anthony Perkins. O elenco recebeu elogios da crítica, principalmente Shirley Booth, que retornava da Broadway para fazer seu único papel cômico no cinema.
O filme é baseado na peça homônima de Thornton Wilder. A peça, um sucesso de 1955, era uma revisão da malsucedida The Merchant of Yonkers que o autor levara aos palcos em 1938 e que era inspirada na comédia vienense Einen Jux will er sich machen (1842), de Johann Nestroy, por sua vez baseada na farsa inglesa A Day Well Spent (1835), de John Oxenford. A peça ganhou uma versão musical em 1964, com o título de Hello, Dolly!, que foi filmada em 1969, sob a direção de Gene Kelly e tendo Barbra Streisand e Walter Matthau nos papéis principais.

## Sinopse
Yonkers, Nova Iorque, 1884. A casamenteira e viúva Dolly planeja casar o comerciante Horace com a chapeleira Irene, porém, no fundo, deseja ela mesma casar-se com ele. Horace possui uma loja de secos e molhados, onde trabalham os jovens Cornelius e Barnaby, a quem não dá moleza. Um dia, quando Horace vai a Nova Iorque, Cornelius e Barnaby decidem que eles também merecem uma folga e partem para a Big Apple. Entram em um restaurante, onde coincidentemente também estão Molly e Horace, e Cornelius vê Irene, por quem se apaixona. Depois de algumas reviravoltas, tudo entra nos eixos.

## Elenco
| Ator/Atriz       | Personagem             |
| ---------------- | ---------------------- |
| Shirley Booth    | Dolly 'Gallagher' Levi |
| Anthony Perkins  | Cornelius Hackl        |
| Shirley MacLaine | Irene Molloy           |
| Paul Ford        | Horace Vandergelder    |
| Robert Morse     | Barnaby Tucker         |
| Perry Wilson     | Minnie Fay             |
| Wallace Ford     | Malachi Stack          |
| Russell Collins  | Joe Scanlon            |
| Rex Evans        | August                 |
| Sandra Giles     | garota mais velha      |